# Gumrasjön
Gumrasjön är en sjö i Österåkers kommun i Uppland och ingår i Norrtäljeån-Åkerströms kustområde. Sjön har en area på 0,0515 kvadratkilometer och ligger 32,8 meter över havet.

## Delavrinningsområde
Gumrasjön ingår i det delavrinningsområde (660026-164662) som SMHI kallar för Rinner mot Västra Saxarfjärden. Medelhöjden är 32 meter över havet och ytan är 33,2 kvadratkilometer. Det finns inga avrinningsområden uppströms utan avrinningsområdet är högsta punkten. Avrinningsområdets utflöde mynnar i havet, utan att ha någon enskild mynningsplats. Avrinningsområdet består mestadels av skog (67 procent). Avrinningsområdet har 0,42 kvadratkilometer vattenytor vilket ger det en sjöprocent på 1,3 procent. Bebyggelsen i området täcker en yta av 6,24 kvadratkilometer eller 19 procent av avrinningsområdet.